# Triángulo áureo

Un triángulo áureo. La razón a:b es equivalente al número aúreo φ.

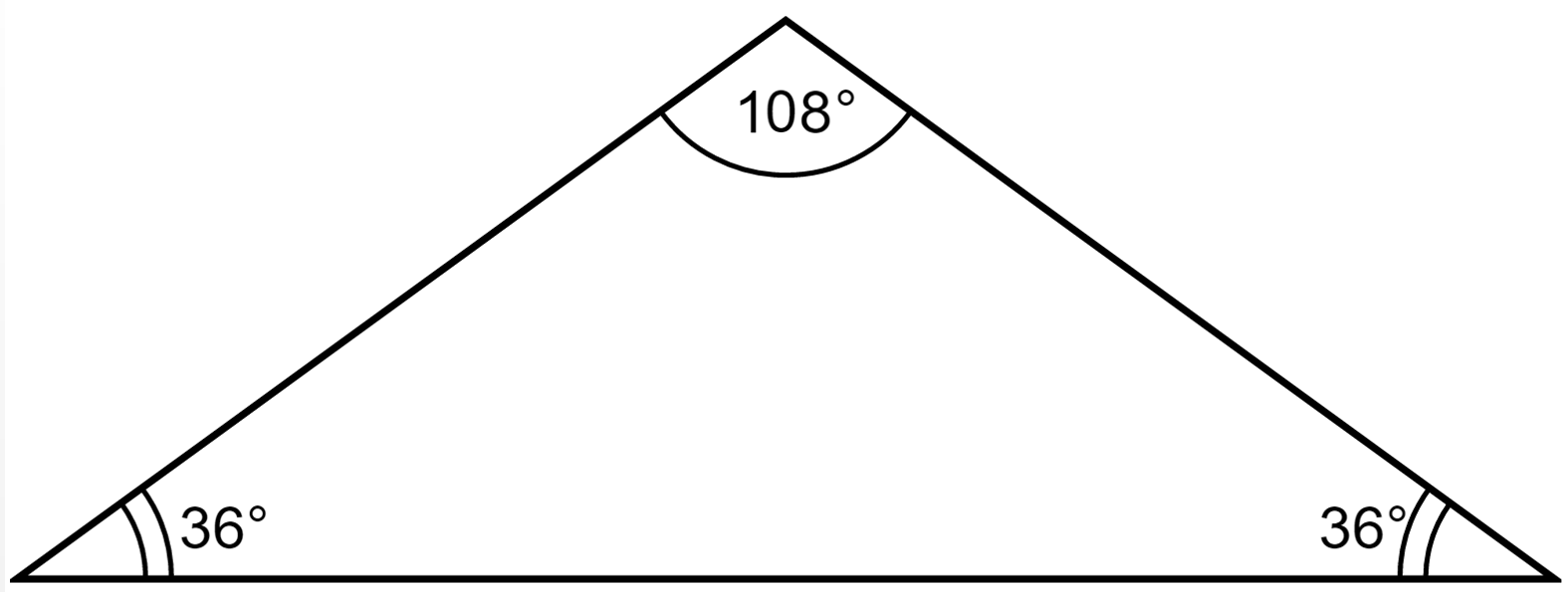
Gnomon áureo.

Un triángulo áureo (también conocido como  triángulo de oro,  triángulo dorado, o triángulo sublime) es un triángulo isósceles en el que la longitud del lado duplicado está en la proporción del número áureo con respecto a la longitud del lado distinto:
{\displaystyle {a \over b}=\varphi ={1+{\sqrt {5}} \over 2}.}
Los triángulos áureos aparecen en los desarrollos de varias estelaciones del dodecaedro y del icosaedro.
Además, es la forma de los triángulos que se encuentran entre las diagonales de un pentagrama.
El ángulo del vértice es igual a
{\displaystyle \theta =\cos ^{-1}\left({\varphi  \over 2}\right)={\pi  \over 5}=36^{\circ }.}
Como los ángulos de un triángulo suman 180°, los ángulos de la base son, por lo tanto, 72° cada uno.
El triángulo áureo también se puede encontrar en un decágono, o un polígono de diez lados, conectando el centro con dos vértices adyacentes. Esto formará un triángulo áureo, porque:
180 (10-2) / 10 = 144 grados es el ángulo interior formado por dos lados consecutivos del decágono, que queda bisecado por la línea que une el vértice con el centro, 144/2 = 72.
El triángulo áureo también se identifica de manera única como el único triángulo que tiene sus tres ángulos en proporciones de 2: 2: 1.

## Espiral logarítmica

Triángulos áureos inscritos en una espiral logarítmica

El triángulo áureo se usa para formar una espiral logarítmica. Al dividir los ángulos de la base, se crea un nuevo punto que, a su vez, crea otro triángulo áureo.
El proceso de bisección puede continuarse indefinidamente, creando un número infinito de triángulos áureos. Se puede dibujar una espiral logarítmica a través de los vértices. Esta espiral también se conoce como espiral equiangular, un término acuñado por René Descartes. "Si se dibuja una línea recta desde el polo a cualquier punto de la curva, se corta la curva exactamente en el mismo ángulo", por lo tanto, es "equiangular".

## Gnomon áureo

Triángulo áureo bisecado en triángulos de Robinson: un triángulo áureo y un gnomon áureo.

Un pentagrama. Cada punta es un vértice de un triángulo áureo. La figura también contiene cinco gnómones áureos, formados al conectar dos puntas no adyacentes con el pentágono central.

Estrechamente relacionado con el triángulo áureo está el gnomon áureo, que es el triángulo isósceles obtuso en el que la relación entre la longitud de los lados iguales (más cortos) y la longitud del tercer lado es el recíproco de la proporción áurea. El gnomon áureo también se identifica de forma única como un triángulo que tiene sus tres ángulos en proporción 1: 1: 3. El ángulo agudo es de 36 grados, que es el mismo que el del vértice del triángulo áureo.
La distancia de AX y CX son ambas iguales a φ, como se ve en la figura. "El triángulo áureo tiene una relación de longitud de base a longitud de lado igual a la sección áurea φ, mientras que el gnomon áureo tiene la relación de longitud de lado a longitud de base igual a la proporción áurea φ." 
Un triángulo áureo puede dividirse en otros dos triángulos, de forma que uno sea otro triángulo áureo y el segundo sea un gnomon áureo. Lo mismo es cierto para un gnomon áureo. Un gnomon áureo y un triángulo áureo con sus lados iguales que coinciden entre sí en longitud, también se conocen como los triángulos obtusos y agudos de Robinson.
Estos triángulos isósceles se pueden usar para producir teselaciones de Penrose. Las teselas de Penrose están compuestas por cometas y dardos, formadas respectivamente por dos triángulos áureos y por dos gnómones.